# Dennis Wilson
Dennis Wilson, född 4 december 1944 i Inglewood, Kalifornien, död 28 december 1983 (drunkningsolycka) i Marina del Rey, Kalifornien, var en amerikansk musiker, trumslagare och sångare. Han var en av originalmedlemmarna i det legendariska popbandet The Beach Boys, i vilket också hans två bröder Brian och Carl ingick.

## Tiden med Beach Boys
Dennis Wilson blev gruppens trumslagare mer eller mindre på grund av att det instrumentet var "ledigt"; Brian spelade bas och Carl gitarr. Dennis var familjens svarta får under uppväxten och hade ständiga konflikter med fadern Murry.
Dennis sjöng på relativt få av gruppens låtar, de mest kända är antagligen Do You Wanna Dance och Forever. Men han blev ändå flickornas favorit bland fansen under det tidiga 1960-talet och han var faktiskt den enda av gruppmedlemmarna som kunde surfa. Mot slutet av 1960-talet började Dennis Wilson skriva låtar på allvar och under en period några år in på 1970-talet fanns det alltid minst två Dennis Wilson-kompositioner med på gruppens album. Han gav dessutom ut en singel under namnet Dennis Wilson and Rumbo 1970; Sound of Free.

## Mansonfamiljen
Dennis Wilson umgicks även med Charles Manson under en period i slutet av 1960-talet och hjälpte till att spela in Mansons album Lie: The Love and Terror Cult. Enligt miniserien Beach Boys: An American Family så blev Wilson medlem i Mansonfamiljen, men insåg efter ett tag att det var något skumt med Mansonfamiljen och bestämde sig för att lämna "familjen". Wilson var inte inblandad i något av morden som Manson beordrade sina anhängare att utföra.

## Solo- och filmkarriär
1971 spelade han den ena huvudrollen i filmen Fortare än döden (Two-Lane Blacktop). Sångaren James Taylor spelade den andra huvudrollen. Därefter blev det inga fler filmroller för Wilson.
1975 påbörjade han ett samarbete med Gregg Jakobson som till slut utmynnade i soloalbumet Pacific Ocean Blue 1977, långt innan vare sig Brian eller Carl givit ut något soloalbum. Skivan nådde bara Billboard-listans 96:e plats, men det var ändå bättre än The Beach Boys två kommande album. Under slutet av 1970-talet tilltog Wilsons drogmissbruk, vilket bidrog till att uppföljaren Bamboo förblev officiellt outgiven, även om flera illegala utgåvor existerar. Flera av Dennis Wilsons bästa kompositioner, som Fourth of July, Barbara och A Time to Live in Dreams, har givits ut efter hans död på Beach Boys-utgåvor som Good Vibrations, Endless Harmony och Hawthorne, CA. Dennis Wilsons kvaliteter som kompositör har med tiden också kommit att uppvärderas inom den skara musikintresserade och Beach Boys-aficionados som uppemot 50 år efter gruppens storhetstid tycks ha en betydande återväxt världen över.
17 juni 2008 gavs en utökad specialutgåva av albumet Pacific Ocean Blue, nu på två CD-skivor med många av tidigare outgivna låtar.

## Wilson i populärkulturen
I TV-filmen Summer Dreams: The Story of The Beach Boys spelas han av Bruce Greenwood och i miniserien Beach Boys: An American Family från år 2000 spelas han av Nick Stabile. I båda produktionerna framställs Wilson som något av "vildingen" i Beach Boys. År 2004 gjordes filmen Helter Skelter om Charles Manson, och där spelas Wilson av Chris Jacobs.

## Diskografi
- Sound of Free/Lady (singel)
- Pacific Ocean Blue (1977)
- Bamboo (outgiven)
- Pacific Ocean Blue - Legacy Edition (2008) (2-CD)

## Filmografi
- Fortare än döden (Two-Lane Blacktop) (1971)